# Livo (Trento)
Livo é uma comuna italiana da região do Trentino-Alto Ádige, província de Trento, com cerca de 858 habitantes. Estende-se por uma área de 15 km², tendo uma densidade populacional de 57 hab/km². Faz divisa com Rumo, Bresimo, Cagnò, Cis e Cles.